# Bulbophyllum reductum
Bulbophyllum reductum là một loài phong lan thuộc chi Bulbophyllum.